# 黒木茜
黒木 茜（くろき あかね、1978年8月13日 - ）は、日本の馬場馬術選手、実業家。兵庫県加古川市出身。

## 略歴
兵庫県立東播磨高等学校から神戸総合医療専門学校に進み、放射線技師として就職。
20歳の時、自宅近くの乗馬クラブで体験乗馬をしたことがきっかけで乗馬を始め、25歳から本格的に馬術競技に取り組み始める。
2012年の全日本馬場馬術大会のセントジョージ賞典クラスで5位に入賞。これを転機として、活動を強化するため33歳で起業。活動拠点をオランダに移す。
2015年にドイツ・ペルルで行われた2016年リオデジャネイロオリンピック地域予選競技会に日本代表として初選出され、本大会の団体枠獲得に貢献。新たなパートナーに2012年ロンドンオリンピックに出場したトゥッツ を迎え、2016年リオデジャネイロオリンピックに出場し、個人で50位、団体で11位。2018年アジア競技大会に出場し、団体金メダルを獲得。その後拠点をドイツに移し2020年東京オリンピックを目指していたが、愛馬の体調を理由に代表選考会出場を辞退した。

## 人物
- 日本とヨーロッパを2週間ごとに往復する生活を10年以上続けている。
- 競馬ファンでもあり、クロフネを競馬場で生観戦している。
- 最初の自馬が1996年の青葉賞馬のマウンテンストーンだった。乗馬としても障害馬術も馬場馬術もできる優秀な競技馬で、マウンテンストーンから馬場馬術の魅力を教わったという。

## 主な成績

### オリンピック競技大会
- 2016年リオデジャネイロ（ ブラジル）
  - 馬場馬術 個人50位、団体11位（トゥッツ）

### アジア競技大会
- 2018年ジャカルタ（ インドネシア）
  - 馬場馬術 個人16位、団体1位（トゥッツ）[8][9]